# Festival international du film de La Roche-sur-Yon 2020
Le Festival international du film de La Roche-sur-Yon 2020, 11e édition du festival, se déroule du 12 au 18 octobre 2020.

## Déroulement et faits marquants
Le 18 octobre 2020, le palmarès est dévoilé : le Grand prix du jury est remporté par le film Louloute de Hubert Viel et le Prix spécial du jury par les films Luxor de Zeina Durra et The World to Come de Mona Fastvold.

## Jury

### Compétition internationale
- Agathe Bonitzer, actrice
- Lucie Borleteau, réalisatrice, actrice
- Guillaume Brac, réalisateur

### Compétition nouvelles vagues
- Mathilde Delaunay, productrice, réalisatrice
- Bénédicte Thomas, distributrice
- Sonia Soulas

## Sélection

### En compétition internationale
- Curveball de Johannes Naber  Allemagne
- Gunda de Viktor Kossakovski  Norvège  États-Unis
- Le sorelle Macaluso de Emma Dante  Italie
- Louloute de Hubert Viel  France
- Louxor de Zeina Durra  Égypte  Royaume-Uni
- My Salinger Year de Philippe Falardeau  Irlande  Canada
- The Roads Not Taken de Sally Potter  Royaume-Uni
- Wendy de Benh Zeitlin  États-Unis
- The World to Come de Mona Fastvold  États-Unis

### En compétition nouvelles vagues
- Bait de Mark Jenkin  Royaume-Uni
- Corona Voicemails : Staying Home de David OReilly  Irlande
- The Intruder (El prófugo) de Natalia Meta  Argentine
- Grab Them de Morgane Dziurla-Petit  Suède
- Gramercy de Jamil McGinnis et Pat Heywood  États-Unis
- Hard, Cracked The Wind de Mark Jenkin  Royaume-Uni
- I Carry You with Me de Heidi Ewing  États-Unis  Mexique
- Irmã de Luciana Mazeto et Vinícius Lopes  Brésil
- Isabella de Matías Piñeiro  Argentine
- Kala Azar de Janis Rafa  Pays-Bas  Grèce
- Nadia, Butterfly de Pascal Plante  Canada
- O Black Hole! de Renee Zhan  Royaume-Uni
- Passage de Ann Oren  Allemagne
- Summertime de Carlos López Estrada  États-Unis
- L'Indomptable Feu du printemps de Lemohang Jeremiah Mosese  Lesotho  Afrique du Sud  Italie

### Film d'ouverture
- L'Origine du monde de Laurent Lafitte

### Film de clôture
- Les Deux Alfred de Bruno Podalydès

### RétrospectiveSally Potter
- The Gold Diggers
- Orlando
- La Leçon de tango
- The Man who cried - Les Larmes d'un homme
- Yes
- Rage
- Ginger and Rosa
- The Party
- The Roads Not Taken

### RétrospectiveJoanna Hogg
- Unrelated
- Archipelago
- Exhibition
- The Souvenir

### FocusJulia Hart
- Miss Stevens
- Stargirl

## Palmarès
- Grand prix du jury : Louloute de Hubert Viel
- Prix spécial du jury (ex æquo) : Louxor de Zeina Durra et The World to Come de Mona Fastvold
- Prix Nouvelles Vagues : L'Indomptable Feu du printemps de Lemohang Jeremiah Mosese
- Prix du public : Summertime de Carlos López Estrada
- Prix Trajectoires : À l'abordage de Guillaume Brac